# Nadieżda Chwoszczynska
Nadieżda Dmitriewna Chwoszczynska (ros. Надежда Дмитриевна Хвощинская), po mężu Zajonczkowska (ros. Зайончковская) (ur. 20 maja 1824, zm. 8 czerwca 1889 w Petersburgu) – rosyjska powieściopisarka, poetka, krytyk literacki i tłumaczka literatury francuskiej.

## Życiorys
Urodziła się 20 maja 1824 w powiecie prońskim w guberni riazańskiej. Pochodziła z rodziny urzędniczo-ziemiańskiej, w której otrzymała wykształcenie domowe. Mieszkała najpierw w Riazaniu, a od 1884 w Petersburgu.
Debiutowała jako poetka w 1847. Do 1859 opublikowała w różnych pismach około stu wierszy. Były to utwory liryczne o charakterze społeczno-obywatelskim. W 1850 opublikowała fantazję dramatyczną Giulio (ros. Джулио), a w 1853 poetycką opowieść Zdarzenie na wsi (ros. Деревенский случай). 
Rozgłos zdobyła jako powieściopisarka o orientacji demokratycznej. Jej debiutem prozatorskim była Anna Michałowna (ros. Анна Михайловна) opublikowana w 1850 w renomowanym piśmie Otieczestwiennyje zapiski (ros. Отечественные записки). Duże uznanie zyskały trylogia Prowincja w dawnych czasach (ros. Провинция в старые годы) oraz powieść Baryton (ros. Баритон). W tej ostatniej przedstawiła rozkład rodziny szlacheckiej (nie bez wpływu były tu jej osobiste przeżycia). Poruszyła też kwestię losów kobiet wyzyskiwanych przez pseudopostępowych działaczy społecznych.
W kolejnych latach opublikowała kilkanaście powieści społeczno-obyczajowych. Szczególną popularnością cieszyły się: Pensjonarka (ros. Пансионерка, 1861), Pierwsza walka (ros. Первая борьба, 1869), Wielka niedźwiedzica (ros. Большая Медведица, 1870–1871), Rzeczy minione (ros. Былое, 1878) oraz Nauczycielka (ros. Учительница, 1880). Ukazywała w nich codzienny byt szlachty i ludu, konflikty międzypokoleniowe, dążenia społeczne inteligencji rosyjskiej oraz walkę kobiet o emancypację. Problemy te, zwłaszcza konflikty „ojców i dzieci”, poruszyła jeszcze intensywniej w swych ostatnich utworach: Zdrowi (ros. Здоровье, 1883), Pożegnanie (1884) Obowiązki (1886) i Zamieć (1889). Zajmowała się też krytyką literacką i tłumaczeniem literatury francuskiej.